# Pissotte
Pissotte és un municipi francès situat al departament de Vendée i a la regió de País del Loira. L'any 2007 tenia 1.178 habitants.

## Demografia

### Població
El 2007 la població de fet de Pissotte era de 1.178 persones. Hi havia 456 famílies de les quals 95 eren unipersonals (28 homes vivint sols i 67 dones vivint soles), 206 parelles sense fills, 143 parelles amb fills i 12 famílies monoparentals amb fills.
La població ha evolucionat segons el següent gràfic:
Habitants censats

### Habitatges
El 2007 hi havia 509 habitatges, 455 eren l'habitatge principal de la família, 32 eren segones residències i 23 estaven desocupats. 493 eren cases i 16 eren apartaments. Dels 455 habitatges principals, 374 estaven ocupats pels seus propietaris, 74 estaven llogats i ocupats pels llogaters i 7 estaven cedits a títol gratuït; 2 tenien una cambra, 15 en tenien dues, 39 en tenien tres, 120 en tenien quatre i 279 en tenien cinc o més. 368 habitatges disposaven pel capbaix d'una plaça de pàrquing. A 171 habitatges hi havia un automòbil i a 253 n'hi havia dos o més.

### Piràmide de població
La piràmide de població per edats i sexe el 2009 era:
| Homes | Edats   | Dones |
| ----- | ------- | ----- |
| 0     | 95 o +  | 0     |
| 4     | 90 a 94 | 12    |
| 8     | 85 a 89 | 44    |
| 16    | 80 a 84 | 24    |
| 24    | 75 a 79 | 40    |
| 32    | 70 a 74 | 28    |
| 36    | 65 a 69 | 32    |
| 24    | 60 a 64 | 24    |
| 32    | 55 a 59 | 36    |
| 40    | 50 a 54 | 40    |
| 32    | 45 a 49 | 44    |
| 28    | 40 a 44 | 20    |
| 52    | 35 a 39 | 32    |
| 32    | 30 a 34 | 48    |
| 36    | 25 a 29 | 32    |
| 36    | 20 a 24 | 16    |
| 16    | 15 a 19 | 16    |
| 24    | 10 a 14 | 40    |
| 20    | 5 a 9   | 36    |
| 16    | 0 a 4   | 16    |

## Economia
El 2007 la població en edat de treballar era de 676 persones, 498 eren actives i 178 eren inactives. De les 498 persones actives 470 estaven ocupades (248 homes i 222 dones) i 28 estaven aturades (12 homes i 16 dones). De les 178 persones inactives 96 estaven jubilades, 48 estaven estudiant i 34 estaven classificades com a «altres inactius».

### Ingressos
El 2009 a Pissotte hi havia 469 unitats fiscals que integraven 1.168,5 persones, la mediana anual d'ingressos fiscals per persona era de 17.726 €.

### Activitats econòmiques
Dels 29 establiments que hi havia el 2007, 1 era d'una empresa extractiva, 1 d'una empresa alimentària, 1 d'una empresa de fabricació d'altres productes industrials, 5 d'empreses de construcció, 2 d'empreses de comerç i reparació d'automòbils, 1 d'una empresa de transport, 3 d'empreses d'hostatgeria i restauració, 3 d'empreses immobiliàries, 6 d'empreses de serveis, 3 d'entitats de l'administració pública i 3 d'empreses classificades com a «altres activitats de serveis».
Dels 8 establiments de servei als particulars que hi havia el 2009, 1 era un taller de reparació d'automòbils i de material agrícola, 1 paleta, 1 guixaire pintor, 1 fusteria, 1 lampisteria, 1 perruqueria, 1 restaurant i 1 agència immobiliària.
L'any 2000 a Pissotte hi havia 18 explotacions agrícoles que ocupaven un total de 402 hectàrees.

## Equipaments sanitaris i escolars
L'únic equipament sanitari que hi havia el 2009 era una ambulància.
El 2009 hi havia 1 escola elemental i 1 escola elemental integrada dins d'un grup escolar amb les comunes properes formant una escola dispersa.

## Poblacions properes
El següent diagrama mostra les poblacions més properes.